# Gonomyia tribulator
Gonomyia tribulator är en tvåvingeart som beskrevs av Alexander 1942. Gonomyia tribulator ingår i släktet Gonomyia och familjen småharkrankar.
Artens utbredningsområde är Peru. Inga underarter finns listade i Catalogue of Life.